# Herman Atterberg

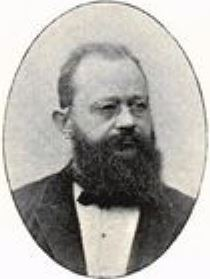
Herman Atterberg

Herman August Atterberg, född 28 juli 1851 i Stockholm, död 15 januari 1929 i Vinslöv, var en svensk ingenjör. 
Atterberg blev elev vid Teknologiska institutet 1867 och avlade avgångsexamen 1871. Han var ritare hos ingenjör Carl Hammar 1871–1872, nivellör vid Bergslagernas Järnvägar 1872–1873, anställd vid Stockholms kajbyggnader 1873–1874, nivellör vid Oxelösundsbanan 1874, ritare vid AB Atlas i Stockholm 1874–1875, arbetsledare vid ombyggnaden av Vattholma bruk 1875 och vid byggandet av Vasabron i Stockholm 1876, distriktsingenjör vid Stockholms gatuarbeten 1876–1899, stads- och hamningenjör i Karlshamn 1899–1901 och i Luleå 1901–1904. Han var därefter verksam som konsulterande ingenjör.